# 堅江省
堅江省（越南语：／），又译建江省，是越南原於湄公河三角洲的一个省，省莅迪石市。

## 地理
坚江省北接柬埔寨，南接金甌省和薄寮省，西临泰国湾，东接芹苴市、安江省和后江省。

## 历史
1956年10月22日，越南共和国政府将河仙省和沥架省合并为坚江省，下辖坚城郡、坚新郡、坚平郡、坚安郡、河仙郡和富国郡，省莅迪石（沥架）隶属坚城郡永清云社。
1958年6月13日，坚平郡析置坚兴郡。后又增设坚隆郡。
1961年5月31日，坚城郡和河仙郡析置坚良郡。
1961年12月24日，坚隆郡和坚兴郡划归彰善省管辖。
1968年之后，坚安郡析置孝礼郡。
1970年11月20日，坚江省以坚城郡永清云社和安和社2社析置迪石市社（沥架市社），市社由越南共和国中央政府直辖。
1976年2月，越南南方共和国临时革命政府重设坚江省，下辖迪石市社和安边县、週城縣、𡊤槤縣、塸槁縣、河仙县、富国县、新合县、永顺县8县。
1978年6月3日，週城縣析置魂坦縣，河仙县平山社划归魂坦縣管辖。
1983年1月14日，坚江省设立坚海县。
1986年1月13日，安边县析置安明县。
1998年7月8日，河仙县析置河仙市社。
1999年4月21日，河仙县更名为坚良县。
2005年7月26日，迪石市社改制为迪石市。
2007年4月6日，安边县、安明县和永顺县析置乌明上县。
2009年6月29日，坚良县析置江城县。
2012年9月17日，河仙市社被评定为三级城市。
2014年2月18日，迪石市被评定为二级城市。
2014年9月17日，富国县被评定为二级城市。
2018年9月11日，河仙市社改制为河仙市。
2020年12月9日，富国县改制为富国市。
2025年7月1日併入安江省後走入歷史。

## 行政區劃
坚江省下辖3市12县，省莅迪石市。
- 迪石市（Thành phố Rạch Giá）
- 河仙市（Thành phố Hà Tiên）
- 富國市（Thành phố Phú Quốc）
- 安邊縣（Huyện An Biên）
- 安明縣（Huyện An Minh）
- 週城縣（Huyện Châu Thành）
- 江城县（Huyện Giang Thành）
- 𡊤槤縣（Huyện Giồng Riềng）
- 塸槁縣（Huyện Gò Quao）
- 魂坦縣（Huyện Hòn Đất）
- 堅海縣（Huyện Kiên Hải）
- 堅良縣（Huyện Kiên Lương）
- 新合縣（Huyện Tân Hiệp）
- 乌明上縣（Huyện U Minh Thượng）
- 永順縣（Huyện Vĩnh Thuận）

## 特產
富國胡椒是堅江省的特產。